# 대한민국 형법 제163조
대한민국 형법 제163조는 변사체검시방해죄에 관한 형법 각칙의 조문이다.

## 조문
| 제163조 【변사체검시방해】 변사자의 사체 또는 변사의 의심 있는 사체를 은닉 또는 변경하거나 기타 방법으로 검시를 방해한 자는 700만원 이하의 벌금에 처한다. - 본죄는 종교적 평온과 종교감정을 보호하기 위한 범죄가 아니라 공무방해죄의 성질을 가진 범죄이다. |

## 사례
서울의 한 원룸에서 30대 남성 A가 숨진 채 발견되었다. A는 지병이 없고, 외부 출입도 드물었던 인물로, 사망 경위가 분명치 않아 경찰은 변사사건으로 보고 현장을 통제하고 감식을 준비하고 있었다.
그런데 A의 친구 B가 “이대로 두면 A씨가 자살한 것으로 오해받을 수 있다”고 생각하여, 경찰이 도착하기 전에 방 안에 있던 수면제 약통을 밖으로 가져다 버리고, 유서로 보일 수 있는 메모도 찢어서 휴지통에 넣어버렸다. 또한 시신 주변의 혈흔이 묻은 담요를 걷어내고 새로운 담요로 덮었다. 이로 인해 경찰은 사망 경위를 제대로 판단하기 어렵게 되었고, 검시도 지연된 경우 변사체검시방해죄가 성립될 수 있다.

## 판례
형법 제163조의 변사자라 함은 부자연한 사망으로서 그 사인이 분명하지 않은 자를 의미하고 그 사인이 명백한 경우는 변사자라 할 수 없으므로, 범죄로 인하여 사망한 것이 명백한 자의 사체는 같은 법조 소정의 변사체검시방해죄의 객체가 될 수 없다.

## 같이 보기
- 변사체검시방해죄
- 부검
- 형사소송법 제222조

1. ↑  대판 2003.6.27, 2003도1331